# Thomas Pratt
Thomas George Pratt, född 18 februari 1804 i Georgetown (numera i Washington, D.C.), District of Columbia, död 9 november 1869 i Baltimore, var en amerikansk politiker. Han var guvernör i Maryland 1845–1848. Han representerade Maryland i USA:s senat 1850–1857.
Pratt studerade juridik och inledde 1823 sin karriär som advokat i Upper Marlboro. Han var ledamot av Maryland House of Delegates, underhuset i delstatens lagstiftande församling, 1832–1835. Han gick med i Whigpartiet och var elektor i presidentvalet i USA 1836. Han var ledamot av delstatens senat 1838–1843.
Pratt efterträdde 1845 Francis Thomas som guvernör. Han efterträddes 1848 av Philip Francis Thomas. Pratt tillträdde sedan 1850 som ledamot av USA:s senat. Han lämnade senare whigpartiet och stödde demokraten James Buchanan i presidentvalet i USA 1856. Pratt efterträddes 1857 som senator av Anthony Kennedy.
Pratt avled 1869 och gravsattes på Saint Anne's Cemetery i Annapolis.